# 帝汶人民团结繁荣党

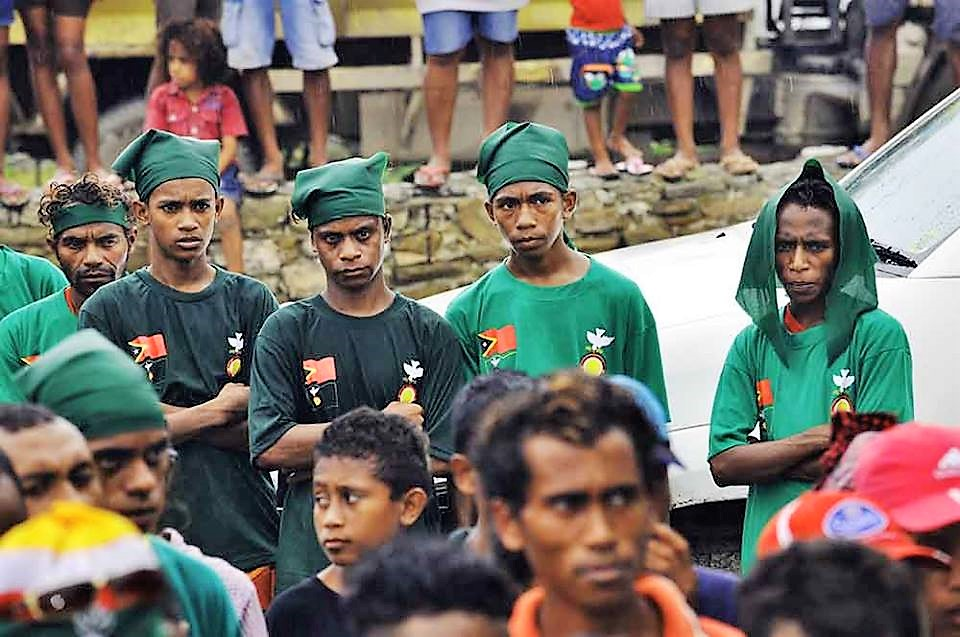
2017年總統選舉前部分參加競選集會，支持孔塞桑的繁榮黨支持者

帝汶人民團結繁榮黨（德頓語：Kmanek Haburas Unidade Nasional Timor Oan，簡稱KHUNTO或繁榮黨），東帝汶政黨，於2011年6月成立。該黨和武術團體帝汶人民繁荣中心有聯繫，創始人兼顧問也是這個團體的領袖，黨主席則是他的妻子。繁榮黨的政綱包括打擊貪污、興辦教育等內容，同時也深受帝汶島傳統的萬物有靈論信仰影響，他們要求選民和支持者「歃血為盟」，表達自己的忠誠，並認為違反承諾的後果是招致禍患。繁榮黨在2017年議會選舉中首次躋身國會，並於一年後參加改革進步聯盟，與东帝汶重建全国大会党（大會黨）和人民解放黨（人解黨）共同執政。

## 歷史
帝汶人民團結繁榮黨在2011年6月22日註冊成立，創辦人若澤·多斯·桑托斯·布卡爾（別名奈莫里）既是該黨的顧問，也是武術團體帝汶人民繁荣中心（Kmanek Oan Rai Klaran，KORK）的創辦人兼領袖，他的妻子阿爾曼達·貝爾塔·多斯·桑托斯則擔任黨主席。繁榮黨的支持者主要包括武術團體（特別是「地上聰明的兒童」）的支持者和他們的家屬。
繁榮黨曾於2012年參加議會選舉，結果成為得票第五大黨，在票倉阿伊納羅區贏得1,264票（5.09%），另外還在7個區分贏得超過3%的選票——他們在馬納圖托區贏得的選票比阿伊納羅區還要多。不過，繁榮黨在選舉中得到的總票數是13,998票，低於3%的當選門檻，因此無法參與國民議會。該黨曾於同年舉行的總統選舉支持弗朗西斯科·古特雷斯（別名盧奧洛），不過五年後當盧奧洛再次參加總統選舉，角逐總統職位的時候，繁榮黨支持的候選人不是他，而是他的對手，民主黨候選人安東尼奧·達·孔塞桑。結果於2012年敗選的盧奧洛擊敗了孔塞桑，當選東帝汶總統。
繁榮黨在2017年議會選舉中贏得6.4%的選票，獲得5個議席，首次躋身國民議會。本來繁榮黨計劃與東帝汶獨立革命陣線（革陣）、民主黨合組聯合政府，後來因為黨內的意見分歧而告吹。隨後，繁榮黨與东帝汶重建全国大会党（大會黨）和人民解放黨（人解黨）要求盧奧洛總統以准許他們組建內閣，並組成議會多數派聯盟，制衡革陣和民主黨組織的少數派政府，聯手否決新政府的施政綱領和財政預算案。
盧奧洛總統在2018年1月解散議會，其後宣佈於5月12日舉行議會選舉。之後議會多數派聯盟改稱改革進步聯盟，並同意合組競選名單參加議會選舉，進行競選活動。結果改革進步聯盟在選舉中勝出，繁榮黨在選舉中獲得5個議席，其後於同年6月加入東帝汶第八屆憲法政府，與大會黨、人解黨共同執政。

## 政綱與運作方式
帝汶人民團結繁榮黨把民主制度和帝汶島傳統的萬物有靈論信仰結合起來，他們的政綱有兩個要點，一是打擊貪污，二是「歃血為盟」（juramento），此外的政策主張（例如興辦教育、改進醫療體系、扶助農業等）和其他政黨相差不遠。在東帝汶，萬物有靈論是一項和天主教並行，或者融入天主教的民間信仰。他們要求選民「歃血為盟」，承諾會支持他們，還認為如果這些選民背棄承諾，會招致不幸、疾病，甚至性命之虞。擔任公職的黨員同樣需要「歃血為盟」，承諾選民會為他們解決日常的問題，而且不以自己的職位謀取私利。他們知道自己的政黨弱小，難以抗衡大型的老牌政黨，所以相比起介紹政綱，他們更偏好以「歃血為盟」爭取選民的信任和支持。帝汶人民團結繁榮黨認為，如果他們成為執政黨的話，政府官員同樣需要「歃血為盟」，這樣他們才會懼怕超自然世界的威力，不敢中飽私囊，還認為原有手按聖經宣誓的作法沒有用，因為按照基督教的教義，人要到死後才會因為生前的過錯受到上帝的懲罰。然而，要求選民歃血為盟的作法不完全是成功的。黨內一位高級幹部說，在2017年議會選舉前歃血為盟的選民共有89,000人，最後把票投給帝汶人民團結繁榮黨的選民卻只有36,547人。這3萬多名選民當中，很多都是農村地區的選民，另外還包括一群支持武術團體的失業青年，他們認為傳統政黨代表不了他們。